# Świerczynki (powiat Toruński)
Świerczynki is een dorp in de Poolse woiwodschap Koejavië-Pommeren. De plaats maakt deel uit van de gemeente Łysomice en telt 120 inwoners.